# جیمی کیمل لایو!
جیمی کیمل لایو! (انگلیسی: Jimmy Kimmel Live!) یک شوی آخر شب، ساخته شده و با اجرای جیمی کیمل می‌باشد و از شبکه ای‌بی‌سی پخش می‌شود. این برنامه شوی یک‌ساعته شبانه، در تاریخ ۲۶ ژانویه ۲۰۰۳ در معبد ماسونیک هالیوود کالیفرنیا ساخته شد.